# Склодовский, Владислав
Влади́слав Склодо́вский (пол. Władysław Skłodowski; 20 октября 1832 года, Кельце — 14 мая 1902 года, Варшава) — польский учитель, биолог, публицист и переводчик. Отец физика и химика Марии Склодовской-Кюри.

## Биография
Окончил гимназию в Седльце с золотой медалью, после чего в 1852 году получил диплом кандидата физико-математических наук в Петербургском университете. Сначала работал в варшавских школах как учитель. В 1867 году повышен до младшего инспектора средней школы, находился на этой должности до 1873 года. В 1887 году вышел на пенсию, а годом позже, в январе, стал директором исправительного дома и управлял им до 1890 года. Умер 14 мая 1902 года.
Склодовский публиковал в еженедельнике журналы «Вселенная» и «Общий журнал», а также переводил на польский язык труды Чарльза Диккенса, Ивана Сергеевича Тургенева и Генри Уодсворта Лонгфелло. Автор учебника зоологии и более 30 статей в области ботаники в энциклопедии Самуэля Оргельбранда.

### Личная жизнь
Владислав был польским шляхтичем, сыном Йозефа Склодовского и Саломеи Сагтинской. Имел 6 братьев и сестёр: Болеслава, Бронислава, Пшемыслав, Здислав, Вислава и Ванда.
3 июля 1860 года в Варшаве женился на Брониславе Марианне Богуской, от которой у него было 5 детей: София, Йозеф, Бронислава, Хелена и Мария.
Умер 14 мая 1902 года в Варшаве. Похоронен в фамильной усыпальнице на Повонзковском кладбище в Варшаве (квартал 164, ряд III, гроб 20/21).

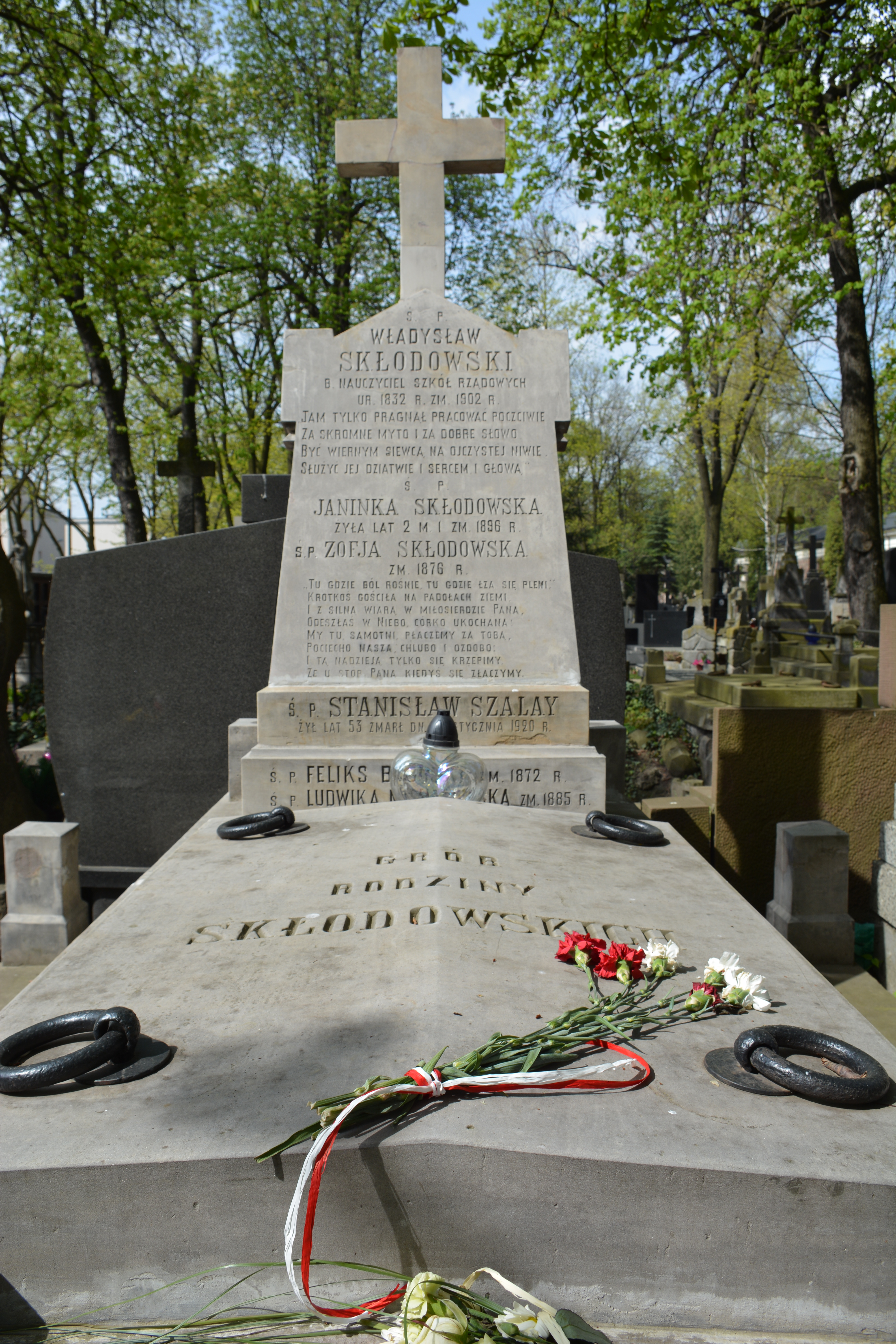
Усыпальница Склодовских на Повонзковском кладбище.